# Mlimani Island
Mlimani Island är en ö i Kenya.   Den ligger i länet Kwale, i den södra delen av landet, 500 km sydost om huvudstaden Nairobi. Arean är 0,33 kvadratkilometer.
Terrängen på Mlimani Island är mycket platt. Den sträcker sig 1,3 kilometer i nord-sydlig riktning, och 0,7 kilometer i öst-västlig riktning.